# 依田村
依田村（よだむら）は長野県小県郡にあった村。現在の上田市生田・御岳堂にあたる。

## 地理
- 河川：千曲川、依田川

## 歴史
- 1889年（明治22年）4月1日 - 町村制の施行により、生田村・御岳堂村の区域をもって発足。
- 1955年（昭和30年）4月1日 - 丸子町に編入。同日依田村廃止。

## 交通

### 鉄道路線
- 上田丸子電鉄
  - 西丸子線
    - 依田駅 - 御岳堂駅 - 上組駅 - 川端駅

現在は旧村域を北陸新幹線が通過するが（丸子トンネル）、当時は未開業。